# Khưu Hạo Kỳ
Khưu Hạo Kỳ (Qiū Hào Qí), tên tiếng Anh David Chiu; sinh ngày 10 tháng 02, 1988, là vũ công, người mẫu và diễn viên người Đài Loan.

## Tiểu sử
Khưu Hạo Kỳ tốt nghiệp trường Đại Học Chang Gung, ngành Y khoa (Vật lý trị liệu phục hồi chức năng), môn học vốn không liên quan gì đến nghệ thuật. Tuy nhiên, do có niềm đam mê nhảy Hiphop nên cơ duyên đã đưa anh đến với làng giải trí. Những giải thưởng từ thời còn trên ghế nhà trường: Quán quân của cuộc thi Quốc gia "Sáng Tạo Điệu Nhảy Hiphop" được tổ chức ở Đài Bắc 2008, Quán quân của cuộc thi Street Dance 2009...như bước ngoặt giúp anh bước chân vào showbiz, sau đó là giành thêm nhiều giải thưởng khác về dance. Với ngoại hình khá chuẩn (chiều cao 1m84, cân nặng 70 kg) nên từ vũ công anh có thể chuyển sang làm người mẫu, diễn viên một cách thuận lợi. Khưu Hạo Kỳ từng góp mặt trong liveshow của Vương Lực Hoành và Tiêu Á Hiên với vai trò là vũ công. Về lĩnh vực điện ảnh, anh cũng tạo được ấn tượng qua các vai diễn Ngô Xuân Sinh trong phim "Ngôi Sao Tỏa Sáng", Từ Duy Minh trong phim "Yêu Cô Hàng Xóm", Phùng Tinh Vũ trong phim "Hẹn Nhau Ngày Mai"...

## Phim truyền hình
- 2013: Em Yêu Anh, Yêu Anh Yêu Em (IUUI) / vai Xuân Thành.

Hợp diễn: Lưu Dĩ Hào, Châu Hiếu An, Doãn Sùng Chân...
- 2013: Mưu Cầu Hạnh Phúc (The Pursuit of Happiness) / vai Peter.

Hợp diễn: Tùy Đường, Dương Hữu Ninh, Trang Khải Huân, Lý Giai Dự...

- 2014: Ngôi Sao Tỏa Sáng (You Light Up My Star) / vai Ngô Xuân Sinh.

Hợp diễn: Trịnh Nguyên Sướng, Trương Quân Ninh, Mạnh Cảnh Như, Hạ Như Chi...

- 2015: Rất Muốn Được Yêu (Be With You) / vai Tiêu Bân.

Hợp diễn: Đậu Trí Khổng, Lý Duy Duy, Phòng Tư Du, Hà Dĩ Kỳ...
- 2015: Tình Yêu Không Khoảng Cách (Love Or Spend) / vai Từ Duy Minh.

Hợp diễn: Vương Truyền Nhất, Giản Hồng Lâm, Hồng Tiểu Linh...
- 2016: Vệ Sĩ Độc Quyền (V-Focus) / vai Lý Phẩm Dật.

Hợp diễn: Tạ Giai Kiến, Hồng Tiểu Linh, Hoàng Vy Đình...
- 2017: Đặc Cần Tinh Anh (Fire Protection Speical Force Elite) / vai Đạt Chiêu.

Hợp diễn: Trương Đan Phong, Tô Thanh, Lý Nãi Văn, Ngô Hoằng, Bao Văn Tịnh...

- 2017: Thân Trên Của Bố (The Bangle) / vai Bạch Thắng Hy.

Hợp diễn: Tạ Tổ Vũ, Huỳnh Bội Gia, Tào Lan, Phương Ngữ Hân...

- 2017: Hẹn Nhau Ngày Mai (See You In Time) / vai Phùng Tinh Vũ.

Hợp diễn: Chung Thừa Hàn, Hoàng Tịnh Di (Tiểu Huân), Thái Hoàng Nhữ (Đậu Hoa Muội)...

- 2018: Người Yêu Động Vật (Tree In The River) / vai Đạo diễn quảng cáo.

Hợp diễn: Chung Hân Đồng, Hạ Quân Tường, Tùy Đường, Trương Duệ Gia, Hồng Trác Lập, Lâm Dư Hy...

- 2019: Anh Chồng Chiến Thắng (My Hero, My Daddy) / vai Đặng Tử Trừng.

Hợp diễn: Thái Chấn Nam, Dương Lệ Âm, Châu Hiểu Hàm, Châu Hiếu An, Lâm Quân Hy...

## Phim điện ảnh
- 2016: Thịch! Tim Đập (Flipped) / vai Tuấn Khải.

Hợp diễn: Trương Hy Ái (Trương Thụy Hàm), Mộ Ngọc Hoa, Thang Trấn Nghiệp, Lý Chí Hy, Lâm Uy...
- 2016: Lớp Nhảy Cuối Cùng (Battle Of Hip Hopera) / vai Trần Quân.

Hợp diễn: Trữ Hiểu Tường Casper, Ông Tư Mạn, Bang Bang, Hoàng Thư Duy, Hứa Khải Hạo...
- 2017: Thần Thám Trung Y (Herbalist Doctor Detective) / vai Đỗ Trọng.

Hợp diễn: Trần Lâm, Văn Kỳ...

## MV
- 2012: Tiêu Á Hiên (Ca khúc "Cho Tình Yêu Ngày Nghỉ")
- 2013: Tạ Bái Ân (Ca khúc "Cánh Cửa Xoay")
- 2015: Diêu Khả Kiệt (Ca khúc" Dịp Khác")
- 2015: Dương Tông Vỹ (Ca khúc "Thiên Đăng")
- 2015: Popu Lady (Ca khúc "Cô Gái Tin Đồn")
- 2016: Khưu Hạo Kỳ + Tạ Tường Nhã (Credit)
- 2018: Vast & Hazy (Ca khúc "Tín Hiệu Cầu Cứu")
- 2018: Trang Quyên Anh (Ca khúc "Sao Phải Nhớ Mong")